# Lomariopsis pervillei
Lomariopsis pervillei är en ormbunkeart som beskrevs av Georg Heinrich Mettenius och Oskar Kuhn. Lomariopsis pervillei ingår i släktet Lomariopsis och familjen Lomariopsidaceae. Inga underarter finns listade.